# Nicola Vaccai
Nicola Vaccai (Tolentino, 15 de marzo de 1790 - Pésaro, 5 o 6 de agosto de 1848) fue un compositor italiano, sobre todo de óperas, y profesor de canto.

## Biografía
Nacido en Tolentino, creció en Pesaro, y estudió música allí hasta que sus padres lo enviaron a Roma para estudiar derecho. Al no tener intención de convertirse en abogado, tomó lecciones de canto y, finalmente, estudió contrapunto con Giuseppe Jannaconi, un compositor romano importante. 
Con 21 años marchó a Nápoles y se convirtió en discípulo de Paisiello, cuyo Barbero de Sevilla era considerada la obra maestra del género bufo. 
Inició su carrera artística en Venecia, en un principio escribiendo ballets y enseñando canto. Tuvo su primer éxito operístico con I Solitari di Scozia, estrenada en Nápoles en 1815. En Parma le encargaron Pietro il Grande, donde actuó como uno de los solistas en la primera representación. Le siguió Zadig e Astartea (Nápoles, 1825) y luego su obra más conocida, Julieta y Romeo (Milán, 1825). En el Kings Theatre de Londres se presentó esta ópera en abril de 1832, para lo cual el maestro se estableció en la ciudad durante una temporada. Su reputación en todo el continente lo hizo muy solicitado como maestro de canto. 
Vuelto a Italia en 1838, Vaccai se convirtió en un director y profesor de composición en el Conservatorio de Milán. Después de seis años y debido a su mala salud, se retiró a Pésaro, donde escribió su última ópera, Virginia, en 1845. Allí murió en 1848.

## Obra
- Método de canto

Eclipsado musicalmente por su rival Bellini, Vaccai es ahora recordado principalmente como maestro de canto. Uno de sus alumnos notables fue la soprano Marianna Barbieri-Nini. 
Entre los muchos libros que escribió, destaca el Método Práctico Vocal, de 1832. En él explica el legato italiano adaptándose a los diferentes tipos de voz. Aún se imprime por la Casa Ricordi y se sigue usando como herramienta de enseñanza. El libro es también una fuente importante de información sobre el modo de cantar ópera en el siglo XIX.
- Óperas

| Título                                                    | Ciudad, Teatro                 | Fecha del estreno        |
| --------------------------------------------------------- | ------------------------------ | ------------------------ |
| I solitari di Scozia                                      | Nápoles, Teatro Nuovo          | 18 de febrero de 1815    |
| Malvina                                                   | Venecia, Teatro San Benedetto  | 8 de junio de 1816       |
| Il lupo di Ostenda, ossia L'innocenza salvata dalla colpa | Venecia, Teatro San Benedetto  | 17 de junio de 1818      |
| Pietro il grande, ossia Un geloso alla tortura            | Parma, Teatro Ducal            | 17 de enero de 1824      |
| La pastorella feudataria                                  | Turín, Teatro Carignano        | 18 de septiembre de 1824 |
| Zadig ed Astartea                                         | Nápoles, Teatro San Carlo      | 21 de febrero de 1825    |
| Giulietta e Romeo                                         | Milán, Teatro de la Canobbiana | 31 de octubre de 1825    |
| Bianca di Messina                                         | Turín, Teatro Regio            | 20 de enero de 1826      |
| Il precipizio, o Le fucine di Norvegia                    | Milán, Teatro de la Scala      | 16 de agosto de 1826     |
| Giovanna d'Arco                                           | Venecia, Teatro La Fenice      | 17 de febrero de 1827    |
| Saladino e Clotilde                                       | Milán, Teatro de la Scala      | 4 de febrero de 1828     |
| Azmir e Netzareo                                          | Madrid, Teatro del Príncipe    | 28 de junio de 1828      |
| Alexi                                                     | Nápoles, Teatro San Carlo      | 6 de julio de 1828       |
| Saul                                                      | Nápoles, Teatro San Carlo      | 11 de marzo de 1829      |
| Giovanna Gray                                             | Milán, Teatro de la Scala      | 23 de febrero de 1836    |
| Marco Visconti                                            | Turín, Teatro Regio            | 27 de enero de 1838      |
| La sposa di Messina                                       | Venecia, Teatro La Fenice      | 2 de marzo de 1839       |
| Virginia                                                  | Roma, Teatro Apolo             | 14 de enero de 1845      |